# 何も知らない夜
『何も知らない夜』（なにもしらないよる、A Night of Knowing Nothing）は、2021年のフランス・インドのドキュメンタリー映画。パヤル・カパーリヤーが監督を務めている。インド映画テレビ研究所の学生「L」が恋人に宛てた手紙を通してインドの学生たちの生活が描かれている。
第74回カンヌ国際映画祭の監督週間でプレミア上映され、ルイユ・ドールを受賞している。また、第46回トロント国際映画祭ではアンプリファイ・ボイス賞を受賞している。

## ストーリー
インド映画テレビ研究所の学生寮で、学生「L」が恋人に宛てた手紙が発見される。そこには、この女性がカーストが異なる恋人と結婚することを家族に反対され、学校を辞めざるを得なくなったことが記されていた。そのほか、学校での日常生活や学生による政府への抗議運動、極右勢力による学生弾圧などの様子が記されており、「L」の手紙を通して現代インドの若者たちの姿が描き出されていく。

## 公開
第74回カンヌ国際映画祭の監督週間でプレミア上映され、第26回釜山国際映画祭でも上映されている。

## 評価

### 批評
Rotten Tomatoesには26件の批評が寄せられ支持率96パーセント、平均評価8/10となっている。

### 受賞・ノミネート
| 映画賞                                             | 授賞日           | 部門                              | 対象                 | 結果       | 出典   |
| -------------------------------------------------- | ---------------- | --------------------------------- | -------------------- | ---------- | ------ |
| 第74回カンヌ国際映画祭                             | 2021年7月17日    | カメラ・ドール                    | パヤル・カパーリヤー | ノミネート | [ 9 ]  |
| 第74回カンヌ国際映画祭                             | 2021年7月17日    | ルイユ・ドール                    | 『何も知らない夜』   | 受賞       | [ 9 ]  |
| 第46回トロント国際映画祭                           | 2021年9月18日    | アンプリファイ・ボイス賞          | 『何も知らない夜』   | 受賞       | [ 10 ] |
| 第14回アジア太平洋映画賞                           | 2021年11月11日   | 作品賞                            | 『何も知らない夜』   | ノミネート | [ 11 ] |
| 台湾国際ドキュメンタリー映画祭                     | 2022年5月6-15日  | 優秀賞                            | 『何も知らない夜』   | 受賞       | [ 12 ] |
| インディアン・フィルム・フェスティバル・メルボルン | 2022年8月15日    | ドキュメンタリー映画賞            | 『何も知らない夜』   | 受賞       | [ 13 ] |
| 第16回シネマ・アイ・オナーズ                       | 2023年1月12日    | ノンフィクション作品賞            | 『何も知らない夜』   | ノミネート | [ 14 ] |
| 第16回シネマ・アイ・オナーズ                       | 2023年1月12日    | 監督賞                            | パヤル・カパーリヤー | ノミネート | [ 14 ] |
| 第16回シネマ・アイ・オナーズ                       | 2023年1月12日    | 新人賞                            | パヤル・カパーリヤー | ノミネート | [ 14 ] |
| 山形国際ドキュメンタリー映画祭                     | 2023年10月5-12日 | ロバート&フランシス・フラハティ賞 | 『何も知らない夜』   | 受賞       | [ 15 ] |